# Lista de património edificado no distrito de Faro
- Esta lista é uma sublista da Lista de património edificado em Portugal para o Distrito de Faro, ordenada alfabeticamente por concelho, baseada nas listagens do IPPAR de Março de 2005 e atualizações.

Legenda:
- Os monumentos podem eventualmente ter várias designações, sendo estas separadas nesse caso pela conjunção "ou";
- Por vezes vários edifícios fazem parte de uma mesma classificação patrimonial, sendo nesse caso separados pela conjunção "e";
- A existência de dois graus de classificação diferente para um mesmo monumento (usualmente VC e outro) significa que este aguarda uma classificação definitiva, se bem que tenha sido homologado com o grau indicado (ex: VC-IIP é um imóvel em vias de classificação, homologado com o grau de Imóvel de Interesse Público).

Observação: São preservadas as denominações adoptadas pelo IPPAR, mesmo que elas apresentem outras alternativas. Nestes casos há redireccionamento para aquela em que o artigo está redigido, podendo ou não esta designação aparecer na lista.

## Albufeira
| ID     | Designações                           | Categoria              | Tipologia | Freguesia | Grau | Ano  | Coordenadas                  | Imagem |
| ------ | ------------------------------------- | ---------------------- | --------- | --------- | ---- | ---- | ---------------------------- | ------ |
| 71030  | Edifício da Misericórdia de Albufeira | Arquitectura civil     | Edifício  | Albufeira | IIM  | 1993 | 37.08464699° N 8.25925421° O |        |
| 155590 | Ermida de Nossa Senhora da Guia       | Arquitectura religiosa | Ermida    | Guia      | IIM  | 1997 |                              |        |
| 74129  | Castelo de Paderne                    | Arquitectura militar   | Castelo   | Paderne   | IIP  | 1971 | 37.165214° N 8.202073° O     |        |
| 155589 | Igreja Matriz de Paderne              | Arquitectura religiosa | Igreja    | Paderne   | IIP  | 2002 | 37.176429° N 8.201107° O     |        |

 Legenda: PM - Património Mundial · MN - Monumento Nacional · IIP - Imóvel de Interesse Público · MIP - Monumento de Interesse Público · CIP - Conjunto de Interesse Público · SIP - Sítio de Interesse Público · IIM - Imóvel de Interesse Municipal · MIM - Monumento de Interesse Municipal · CIM - Conjunto de Interesse Municipal · SIM - Sítio de Interesse Municipal · VC - Em vias de classificação · SPL - Sem proteção legal

## Alcoutim
| ID     | Designações                                                                | Categoria              | Tipologia | Freguesia    | Grau | Ano  | Coordenadas              | Imagem       |
| ------ | -------------------------------------------------------------------------- | ---------------------- | --------- | ------------ | ---- | ---- | ------------------------ | ------------ |
| 69670  | Barragem romana de Álamo                                                   | Arqueologia            | Barragem  | Alcoutim     | IIP  | 1992 | 37.386333° N 7.443976° O |              |
| 73247  | Fortaleza de Alcoutim ou Castelo de Alcoutim                               | Arquitectura militar   | Castelo   | Alcoutim     | IIP  | 1993 | 37.470598° N 7.471841° O | Mais imagens |
| 73544  | Villa romana do Montinho das Laranjeiras                                   | Arqueologia            | Villa     | Alcoutim     | VC   |      |                          |              |
| 74092  | Castelo Velho de Alcoutim ou Castro de Santa Bárbara                       | Arquitectura militar   | Castelo   | Alcoutim     | IIP  | 1997 | 37.480773° N 7.472282° O |              |
| 155594 | Ermida de Nossa Senhora da Conceição (Alcoutim)                            | Arquitectura religiosa | Ermida    | Alcoutim     | VC   |      |                          |              |
| 69679  | Cerro do Castelo de Santa Justa ou Povoado calcolítico do Cerro do Castelo | Arqueologia            | Povoado   | Martim Longo | IIP  | 1990 | 37.439139° N 7.766239° O |              |
| 72964  | Igreja de Martim Longo                                                     | Arquitectura religiosa | Igreja    | Martim Longo | IIP  | 1967 | 37.440784° N 7.771452° O |              |

 Legenda: PM - Património Mundial · MN - Monumento Nacional · IIP - Imóvel de Interesse Público · MIP - Monumento de Interesse Público · CIP - Conjunto de Interesse Público · SIP - Sítio de Interesse Público · IIM - Imóvel de Interesse Municipal · MIM - Monumento de Interesse Municipal · CIM - Conjunto de Interesse Municipal · SIM - Sítio de Interesse Municipal · VC - Em vias de classificação · SPL - Sem proteção legal

## Aljezur
| ID    | Designações        | Categoria            | Tipologia | Freguesia | Grau | Ano  | Coordenadas              | Imagem       |
| ----- | ------------------ | -------------------- | --------- | --------- | ---- | ---- | ------------------------ | ------------ |
| 74149 | Castelo de Aljezur | Arquitectura militar | Castelo   | Aljezur   | IIP  | 1977 | 37.316338° N 8.805049° O | Mais imagens |

 Legenda: PM - Património Mundial · MN - Monumento Nacional · IIP - Imóvel de Interesse Público · MIP - Monumento de Interesse Público · CIP - Conjunto de Interesse Público · SIP - Sítio de Interesse Público · IIM - Imóvel de Interesse Municipal · MIM - Monumento de Interesse Municipal · CIM - Conjunto de Interesse Municipal · SIM - Sítio de Interesse Municipal · VC - Em vias de classificação · SPL - Sem proteção legal

## Castro Marim
| ID    | Designações                                                                  | Categoria            | Tipologia  | Freguesia    | Grau | Ano  | Coordenadas              | Imagem       |
| ----- | ---------------------------------------------------------------------------- | -------------------- | ---------- | ------------ | ---- | ---- | ------------------------ | ------------ |
| 70377 | Castelo de Castro Marim                                                      | Arquitectura militar | Castelo    | Castro Marim | MN   | 1910 | 37.218477° N 7.441753° O | Mais imagens |
| 70936 | Forte de São Sebastião, forte e baluartes e revelins que se ligam ao Castelo | Arquitectura militar | Forte      | Castro Marim | MN   | 1997 |                          | Mais imagens |
| 73961 | Pelourinho de Castro Marim                                                   | Arquitectura civil   | Pelourinho | Castro Marim | IIP  | 1933 | 37.218763° N 7.441692° O |              |

 Legenda: PM - Património Mundial · MN - Monumento Nacional · IIP - Imóvel de Interesse Público · MIP - Monumento de Interesse Público · CIP - Conjunto de Interesse Público · SIP - Sítio de Interesse Público · IIM - Imóvel de Interesse Municipal · MIM - Monumento de Interesse Municipal · CIM - Conjunto de Interesse Municipal · SIM - Sítio de Interesse Municipal · VC - Em vias de classificação · SPL - Sem proteção legal

## Faro
| ID       | Designações                                                                          | Categoria              | Tipologia | Freguesia             | Grau | Ano  | Coordenadas                  | Imagem       |
| -------- | ------------------------------------------------------------------------------------ | ---------------------- | --------- | --------------------- | ---- | ---- | ---------------------------- | ------------ |
| 4300020  | Igreja de Nossa Senhora da Conceição                                                 | Arquitectura religiosa | Igreja    | Conceição             | VC   |      |                              |              |
| 70255    | Ruínas romanas de Milreu ou Ruínas de Estoi                                          | Arqueologia            | Villa     | Estoi                 | MN   | 1910 | 37.095346° N 7.904044° O     | Mais imagens |
| 74002    | Palácio de Estoi ou Palácio de Estoi com os seus jardins, fontes e estatuária        | Arquitectura civil     | Palácio   | Estoi                 | IIP  | 1977 | 37.096502° N 7.895692° O     | Mais imagens |
| 155648   | Núcleo histórico da Aldeia de Estoi                                                  | Arquitectura civil     | Aldeia    | Estoi                 | VC   |      | 38.57106111° N 7.90962778° O |              |
| 335962   | Igreja de Santa Bárbara de Nexe ou Igreja Matriz de Santa Bárbara de Nexe            | Arquitectura religiosa | Igreja    | Santa Bárbara de Nexe | VC   |      |                              |              |
| 70086    | Palácio Bivar                                                                        | Arquitectura civil     | Palácio   | São Pedro             | IIP  | 2002 | 37.016718° N 7.935256° O     |              |
| 70926    | Palacete Guerreirinho ou Palácio da Família Guerreirinho                             | Arquitectura civil     | Palacete  | São Pedro             | VC   |      |                              |              |
| 72470    | Edifício da Família Mateus de Silveira ou Casa de Mateus da Silveira                 | Arquitectura civil     | Casa      | São Pedro             | VC   |      |                              |              |
| 72812    | Horta do Ourives (Casa Nobre, Capela e antigas dependências agrícolas)               | Arquitectura civil     | Casa      | São Pedro             | VC   |      | 37.025619° N 7.94457° O      |              |
| 72814    | Cerca Seiscentista de Faro (troços)                                                  | Arquitectura militar   | Cerca     | São Pedro             | IIP  | 1997 | 37.015002° N 7.929538° O     |              |
| 73245    | Igreja da Ordem Terceira de Nossa Senhora do Monte do Carmo ou Igreja do Carmo       | Arquitectura religiosa | Igreja    | São Pedro             | IIP  | 1978 | 37.020129° N 7.934773° O     | Mais imagens |
| 73246    | Casa das Figuras (Fachada Setecentista)                                              | Arquitectura civil     | Armazém   | São Pedro             | IIP  | 1978 | 37.02611° N 7.945385° O      |              |
| 156398   | Edifício da Antiga Alfândega                                                         | Arquitectura civil     | Alfândega | São Pedro             | VC   |      |                              |              |
| 156403   | Casa de Saúde e Casa Júdice Fialho ou Centro Regional de Segurança Social do Algarve | Arquitectura civil     | Casa      | São Pedro             | VC   |      |                              |              |
| 156411   | Igreja Matriz de São Pedro (Faro) ou Igreja de São Pedro (Faro)                      | Arquitectura religiosa | Igreja    | São Pedro             | VC   |      |                              |              |
| 156424   | Solar do Capitão-Mor                                                                 | Arquitectura civil     | Solar     | São Pedro             | IIP  | 2002 | 37.017393° N 7.9344° O       |              |
| 156430   | Convento de Santo António dos Capuchos (Faro) ou Convento dos Capuchos               | Arquitectura religiosa | Convento  | São Pedro             | VC   |      | 38.57177778° N 7.90686667° O |              |
| 156473   | Palacete do Tenente João de Carvalho ou Círculo Cultural do Algarve                  | Arquitectura civil     | Palacete  | São Pedro             | VC   |      |                              |              |
| 333204   | Ermida de São Sebastião (Faro)                                                       | Arquitectura religiosa | Ermida    | São Pedro             | VC   |      |                              |              |
| 333608   | Casa Crispim (Ex. Arquivo Distrital)                                                 | Arquitectura civil     | Casa      | São Pedro             | IIP  | 1981 | 37.017986° N 7.93598° O      |              |
| 10828478 | Casa de Fresco da antiga Quinta do Cercado                                           | n/a                    | n/a       | São Pedro             | IIM  |      | 37.02147223° N 7.93740625° O |              |
| 12505906 | Casa do Coronel Fonseca                                                              | n/a                    | n/a       | São Pedro             | IIM  |      | 37.0184133° N 7.9347958° O   |              |
| 69805    | Arco da Vila                                                                         | Arquitectura civil     | Arco      | Sé                    | MN   | 1910 | 37.014724° N 7.934884° O     | Mais imagens |
| 70525    | Convento de Nossa Senhora da Assumpção ou Museu Municipal Infante D. Henrique        | Arquitectura religiosa | Convento  | Sé                    | MN   | 1948 | 37.012763° N 7.93401° O      |              |
| 70925    | Casa do Poeta Dr. Cândido Guerreiro ou Casa do Poeta                                 | Arquitectura civil     | Casa      | Sé                    | VC   |      |                              |              |
| 71466    | Quinta da Família Bívar Cumano (Nora, Tanque e Portal)                               | Arquitectura civil     | Nora      | Sé                    | IIM  | 1993 | 37.02893884° N 7.90987502° O |              |
| 74872    | Palacete Ferreira de Almeida (na Praça Ferreira de Almeida)                          | Arquitectura civil     | Casa      | Sé                    | IIP  | 1977 | 37.017109° N 7.933845° O     | Mais imagens |
| 74873    | Sé Catedral de Faro ou Igreja de Santa Maria                                         | Arquitectura religiosa | Templo    | Sé                    | IIP  | 1955 | 37.013325° N 7.934747° O     | Mais imagens |
| 74874    | Convento de São Francisco e Celeiro na cerca do Convento                             | Arquitectura civil     | Edifício  | Sé                    | IIP  | 1977 | 37.014599° N 7.929962° O     | Mais imagens |
| 74875    | Cemitério da Colónia Judaica de Faro                                                 | Arquitectura religiosa | Cemitério | Sé                    | IIP  | 1978 | 37.023643° N 7.927774° O     |              |
| 74878    | Muralhas de Faro ou Fortaleza de Faro e Castelo                                      | Arquitectura militar   | Fortaleza | Sé                    | IIP  | 1993 | 37.013595° N 7.934622° O     | Mais imagens |
| 156433   | Casa das Açafatas                                                                    | Arquitectura civil     | Casa      | Sé                    | VC   |      |                              |              |
| 156436   | Solar dos Gárfias ou Solar do Gárfias                                                | Arquitectura civil     | Solar     | Sé                    | IIP  | 2002 | 37.016406° N 7.933867° O     | Mais imagens |
| 156440   | Palácio das Lágrimas                                                                 | Arquitectura civil     | Casa      | Sé                    | VC   |      |                              |              |
| 156445   | Palacete Doglioni ou Palacete Cúmane                                                 | Arquitectura civil     | Palacete  | Sé                    | IIP  | 2002 | 37.017555° N 7.932914° O     | Mais imagens |
| 156451   | Casa dos Pantojas ou Solar dos Pantojas                                              | Arquitectura civil     | Casa      | Sé                    | VC   |      |                              |              |
| 156455   | Ermida do Pé da Cruz ou Ermida de Nossa Senhora do Pé da Cruz e zona envolvente      | Arquitectura religiosa | Ermida    | Sé                    | VC   |      |                              |              |
| 156465   | Casa Lamprier ou Casa dos Lamprier                                                   | Arquitectura civil     | Casa      | Sé                    | VC   |      |                              |              |
| 156470   | Casa Lumena ou Casa dos Arouca                                                       | Arquitectura civil     | Casa      | Sé                    | VC   |      |                              |              |
| 156477   | Antiga Escola Normal Primária de Faro                                                | Arquitectura civil     | Escola    | Sé                    | VC   |      |                              |              |
| 156481   | Casa Burguesa                                                                        | Arquitectura civil     | Casa      | Sé                    | VC   |      |                              |              |
| 156485   | Portal renascentista                                                                 | Arquitectura religiosa | Portal    | Sé                    | VC   |      |                              |              |
| 327723   | Edifício setecentista (Faro), (Seguros Fidelidade)                                   | Arquitectura civil     | Casa      | Sé                    | IIP  | 2002 | 37.016116° N 7.934762° O     | Mais imagens |
| 332961   | Igreja da Misericórdia (Faro) e Hospital da Misericórdia                             | Arquitectura religiosa | Igreja    | Sé                    | VC   |      |                              |              |
| 333098   | Igreja de São Francisco ou Igreja da Ordem Terceira de São Francisco                 | Arquitectura religiosa | Igreja    | Sé                    | VC   |      |                              |              |
| 333112   | Café Aliança e edificio                                                              | Arquitectura civil     | Café      | Sé                    | VC   |      |                              |              |
| 333205   | Casa dos Telhados de Tesoura (Edifício Quinhentista)                                 | Arquitectura civil     | Casa      | Sé                    | VC   |      | 38.56888889° N 7.90888889° O |              |
| 333524   | Palacete Belmarço ou Palácio Belmarço                                                | Arquitectura civil     | Palácio   | Sé                    | VC   |      |                              |              |
| 333655   | Teatro Lethes ou Colégio de Santiago Maior                                           | Arquitectura civil     | Teatro    | Sé                    | IIP  | 1993 | 37.018323° N 7.931788° O     |              |

 Legenda: PM - Património Mundial · MN - Monumento Nacional · IIP - Imóvel de Interesse Público · MIP - Monumento de Interesse Público · CIP - Conjunto de Interesse Público · SIP - Sítio de Interesse Público · IIM - Imóvel de Interesse Municipal · MIM - Monumento de Interesse Municipal · CIM - Conjunto de Interesse Municipal · SIM - Sítio de Interesse Municipal · VC - Em vias de classificação · SPL - Sem proteção legal

## Lagoa
| ID    | Designações                                      | Categoria              | Tipologia | Freguesia | Grau | Ano  | Coordenadas              | Imagem       |
| ----- | ------------------------------------------------ | ---------------------- | --------- | --------- | ---- | ---- | ------------------------ | ------------ |
| 70669 | Igreja Matriz de Estômbar ou Igreja de São Tiago | Arquitectura religiosa | Igreja    | Estômbar  | MN   | 1984 | 37.146282° N 8.487355° O | Mais imagens |
| 70941 | Convento de São Francisco ou Convento do Praxel  | Arquitectura religiosa | Convento  | Estômbar  | IIM  | 1988 |                          |              |
| 74742 | Castelo de São João de Arade                     | Arquitectura militar   | Castelo   | Ferragudo | IIP  | 1974 | 37.119652° N 8.522597° O | Mais imagens |
| 73026 | Forte e Capela de Nossa Senhora da Rocha         | Arquitectura mista     | Conjunto  | Porches   | IIP  | 1963 | 37.096082° N 8.386506° O |              |

 Legenda: PM - Património Mundial · MN - Monumento Nacional · IIP - Imóvel de Interesse Público · MIP - Monumento de Interesse Público · CIP - Conjunto de Interesse Público · SIP - Sítio de Interesse Público · IIM - Imóvel de Interesse Municipal · MIM - Monumento de Interesse Municipal · CIM - Conjunto de Interesse Municipal · SIM - Sítio de Interesse Municipal · VC - Em vias de classificação · SPL - Sem proteção legal

## Lagos
| ID     | Designações                                                             | Categoria              | Tipologia | Freguesia     | Grau | Ano  | Coordenadas              | Imagem       |
| ------ | ----------------------------------------------------------------------- | ---------------------- | --------- | ------------- | ---- | ---- | ------------------------ | ------------ |
| 156492 | Menir da Cabeça do Rochedo                                              | Arqueologia            | Menir     | Bensafrim     | VC   |      |                          |              |
| 69668  | Estação arqueológica romana da Praia da Luz                             | Arqueologia            | Villa     | Luz           | IIP  | 1992 | 37.085397° N 8.730138° O | Mais imagens |
| 74225  | Castelo da Senhora da Luz ou Fortaleza de Nossa Senhora da Luz          | Arquitectura militar   | Castelo   | Luz           | IIP  | 1977 | 37.085144° N 8.730542° O |              |
| 74226  | Igreja da Luz de Lagos                                                  | Arquitectura religiosa | Igreja    | Luz           | IIP  | 1944 | 37.085697° N 8.730278° O | Mais imagens |
| 70084  | Forte da Meia Praia ou Forte de São Roque de Lagos                      | Arquitectura militar   | Forte     | Odiáxere      | VC   |      | 37.117449° N 8.647417° O | Mais imagens |
| 73869  | Igreja Matriz de Odiáxere ou Igreja Paroquial de Odiáxere               | Arquitectura religiosa | Igreja    | Odiáxere      | IIP  | 1996 | 37.148818° N 8.65584° O  |              |
| 70535  | Muralhas e torreões de Lagos                                            | Arquitectura militar   | Fortaleza | Santa Maria   | MN   | 1924 | 37.097122° N 8.671626° O |              |
| 70928  | Convento de Nossa Senhora do Carmo ou Igreja das Freiras Carmelitas     | Arquitectura religiosa | Convento  | Santa Maria   | VC   |      |                          |              |
| 70929  | Edifício Oficina do Espingardeiro ou Armazém do Espingardeiro           | Arquitectura civil     | Armazém   | Santa Maria   | VC   |      |                          |              |
| 70930  | Forte da Ponta da Bandeira ou Forte de Nossa Senhora da Penha de França | Arquitectura militar   | Forte     | Santa Maria   | IIP  | 2002 | 37.099017° N 8.6683° O   |              |
| 70931  | Alfândega de Lagos ou Mercado de Escravos ou Vedoria                    | Arquitectura civil     | Alfândega | Santa Maria   | VC   |      |                          | Mais imagens |
| 70932  | Antigo edifício da Portagem ou Quartel dos Remadores da Alfândega       | Arquitectura civil     | Edifício  | Santa Maria   | VC   |      |                          |              |
| 69739  | Barragem romana da Fonte Coberta ou Sítio da Fonte Coberta              | Arqueologia            | Barragem  | São Sebastião | IIP  | 1992 | 37.111235° N 8.681138° O |              |
| 69860  | Igreja de Santo António                                                 | Arquitectura religiosa | Igreja    | São Sebastião | MN   | 1924 | 37.099607° N 8.671385° O | Mais imagens |
| 69861  | Igreja de São Sebastião ou Antiga Igreja de Nossa Senhora da Conceição  | Arquitectura religiosa | Igreja    | São Sebastião | MN   | 1924 | 37.103927° N 8.673843° O | Mais imagens |
| 72481  | Capela de São João Baptista ou Ermida de São João Baptista              | Arquitectura religiosa | Capela    | São Sebastião | VC   |      |                          |              |
| 74224  | Estação arqueológica de Monte Molião                                    | Arqueologia            | Povoado   | São Sebastião | IIP  | 1992 | 37.11458° N 8.672773° O  |              |

 Legenda: PM - Património Mundial · MN - Monumento Nacional · IIP - Imóvel de Interesse Público · MIP - Monumento de Interesse Público · CIP - Conjunto de Interesse Público · SIP - Sítio de Interesse Público · IIM - Imóvel de Interesse Municipal · MIM - Monumento de Interesse Municipal · CIM - Conjunto de Interesse Municipal · SIM - Sítio de Interesse Municipal · VC - Em vias de classificação · SPL - Sem proteção legal

## Loulé
| ID       | Designações                                                           | Categoria              | Tipologia                                               | Freguesia     | Grau                                                        | Ano  | Coordenadas                           | Imagem       |
| -------- | --------------------------------------------------------------------- | ---------------------- | ------------------------------------------------------- | ------------- | ----------------------------------------------------------- | ---- | ------------------------------------- | ------------ |
| 20648704 | Café Calcinha                                                         | Arquitectura Civil     | -                                                       | São Clemente  | MIM                                                         | 2012 | 37.139534453007° N 8.0230490863323° O |              |
| 9108861  | Casa da 1.ª Infância                                                  | Arquitectura Civil     | I.P.S.S.                                                | São Clemente  | MIM                                                         | 2012 | 37.140026614688° N 8.0184588208795° O |              |
| 72985    | Igreja de São Lourenço de Almancil                                    | Arquitectura religiosa | Igreja                                                  | Almancil      | IIP                                                         | 1946 | 37.082081° N 8.008952° O              | Mais imagens |
| 339875   | Ermida de São João da Venda                                           | Arquitectura religiosa | Ermida                                                  | Almancil      | Não aplicável (Procedimento caducado - sem protecção legal) |      |                                       |              |
| 339876   | Ermida de São Luís de Alte                                            | Arquitectura religiosa | Ermida                                                  | Alte          | Não aplicável (Procedimento caducado - sem protecção legal) |      |                                       | Mais imagens |
| 339878   | Igreja Matriz de Alte ou Igreja de Nossa Senhora da Assunção          | Arquitectura religiosa | Igreja                                                  | Alte          | MIP                                                         | 2013 |                                       | Mais imagens |
| 69840    | Ruínas romanas do Cerro da Vila                                       | Arqueologia            | Villa - Itinerários Arqueológicos do Alentejo E Algarve | Quarteira     | IIP                                                         | 1977 | 37.0801° N 8.120419° O                | Mais imagens |
| 339879   | Ponte da Tôr                                                          | Arquitectura civil     | Ponte                                                   | Tôr           | IIM                                                         | 2014 |                                       |              |
| 70412    | Igreja Matriz de Loulé ou Igreja de São Clemente                      | Arquitectura religiosa | Igreja                                                  | São Clemente  | MN                                                          | 1924 | 37.133207° N 8.15895° O               | Mais imagens |
| 70497    | Castelo de Loulé                                                      | Arquitectura militar   | Castelo                                                 | São Clemente  | MN                                                          | 1924 | 37.139592° N 8.024048° O              |              |
| 70614    | Igreja da Misericórdia de Loulé ou Igreja de Nossa Senhora dos Pobres | Arquitectura religiosa | Igreja                                                  | São Clemente  | MN                                                          | 1924 | 37.13884736° N 8.02450037° O          | Mais imagens |
| 70615    | Igreja da Graça ou Testemunhos da Igreja da Graça                     | Arquitectura religiosa | Igreja                                                  | São Clemente  | MN                                                          | 1924 | 37.136926° N 8.021068° O              |              |
| 74542    | Pelourinho de Loulé, fragmentos                                       | Escultura              | Pelourinho                                              | São Clemente  | IIP (não existe,poderá ser desclassificado)                 | 1933 | 37.13589827° N 8.03177491° O          |              |
| 74543    | Capela de Nossa Senhora da Conceição                                  | Arquitectura religiosa | Capela                                                  | São Clemente  | IIP                                                         | 1953 | 37.139617° N 8.023393° O              |              |
| 72815    | Convento de Santo António                                             | Arquitectura religiosa | Convento                                                | São Sebastião | VC-MIP                                                      | 1984 | 37.141464° N 8.031618° O              |              |
| 20279389 | Solar Gama Lobo ou Solar da Bela Vista                                | Arquitectura civil     | Solar                                                   | São Clemente  | VC                                                          |      |                                       |              |
| 156494   | Solar na Rua Sacadura Cabral                                          | Arquitectura civil     | Solar                                                   | São Sebastião | IIM                                                         | 1997 |                                       |              |

 Legenda: PM - Património Mundial · MN - Monumento Nacional · IIP - Imóvel de Interesse Público · MIP - Monumento de Interesse Público · CIP - Conjunto de Interesse Público · SIP - Sítio de Interesse Público · IIM - Imóvel de Interesse Municipal · MIM - Monumento de Interesse Municipal · CIM - Conjunto de Interesse Municipal · SIM - Sítio de Interesse Municipal · VC - Em vias de classificação · SPL - Sem proteção legal

## Monchique
| ID    | Designações                                                        | Categoria              | Tipologia  | Freguesia | Grau | Ano  | Coordenadas              | Imagem |
| ----- | ------------------------------------------------------------------ | ---------------------- | ---------- | --------- | ---- | ---- | ------------------------ | ------ |
| 70937 | Convento de Nossa Senhora do Desterro                              | Arquitectura religiosa | Convento   | Monchique | IIM  | 1981 |                          |        |
| 74673 | Pelourinho de Monchique                                            | Arquitectura civil     | Pelourinho | Monchique | IIP  | 1933 | 37.320243° N 8.555735° O |        |
| 74932 | Igreja Matriz de Monchique ou Igreja de Nossa Senhora da Conceição | Arquitectura religiosa | Igreja     | Monchique | IIP  | 1997 | 37.318866° N 8.555606° O |        |

 Legenda: PM - Património Mundial · MN - Monumento Nacional · IIP - Imóvel de Interesse Público · MIP - Monumento de Interesse Público · CIP - Conjunto de Interesse Público · SIP - Sítio de Interesse Público · IIM - Imóvel de Interesse Municipal · MIM - Monumento de Interesse Municipal · CIM - Conjunto de Interesse Municipal · SIM - Sítio de Interesse Municipal · VC - Em vias de classificação · SPL - Sem proteção legal

## Olhão
| ID     | Designações                                                                    | Categoria              | Tipologia | Freguesia    | Grau | Ano  | Coordenadas              | Imagem |
| ------ | ------------------------------------------------------------------------------ | ---------------------- | --------- | ------------ | ---- | ---- | ------------------------ | ------ |
| 339880 | Torre de Bias ou Atalaia de Bias                                               | Arquitectura militar   | Torre     | Fuseta       | VC   |      |                          |        |
| 70939  | Solar da Farrobeira                                                            | Arquitectura civil     | Solar     | Moncarapacho | VC   |      |                          |        |
| 72502  | Aldeia de Moncarapacho                                                         | Arquitectura mista     | Conjunto  | Moncarapacho | IIP  |      |                          |        |
| 156498 | Edifício da Alfândega (Olhão)                                                  | Arquitectura civil     | Alfândega | Olhão        | VC   |      |                          |        |
| 156503 | Edifício do Compromisso Marítimo ou Museu da Cidade de Olhão                   | Arquitectura civil     | Edifício  | Olhão        | VC   |      |                          |        |
| 156507 | Ermida de Nossa Senhora da Soledade ou Igreja Pequena                          | Arquitectura religiosa | Igreja    | Olhão        | VC   |      |                          |        |
| 156513 | Igreja Matriz de Nossa Senhora do Rosário e Capela de Nosso Senhor dos Aflitos | Arquitectura religiosa | Igreja    | Olhão        | VC   |      |                          |        |
| 156518 | Edifício na Av. da República, nº14                                             | Arquitectura civil     | Edifício  | Olhão        | VC   |      |                          |        |
| 70938  | Igreja Matriz de Pechão                                                        | Arquitectura religiosa | Igreja    | Pechão       | IIM  | 1984 |                          |        |
| 69669  | Ponte romana de Quelfes ou Ponte velha de Quelfes                              | Arquitectura civil     | Ponte     | Quelfes      | IIP  | 1990 | 37.055068° N 7.829973° O |        |

 Legenda: PM - Património Mundial · MN - Monumento Nacional · IIP - Imóvel de Interesse Público · MIP - Monumento de Interesse Público · CIP - Conjunto de Interesse Público · SIP - Sítio de Interesse Público · IIM - Imóvel de Interesse Municipal · MIM - Monumento de Interesse Municipal · CIM - Conjunto de Interesse Municipal · SIM - Sítio de Interesse Municipal · VC - Em vias de classificação · SPL - Sem proteção legal

## Portimão
| ID    | Designações                                                                | Categoria              | Tipologia            | Freguesia          | Grau | Ano  | Coordenadas                  | Imagem       |
| ----- | -------------------------------------------------------------------------- | ---------------------- | -------------------- | ------------------ | ---- | ---- | ---------------------------- | ------------ |
| 72957 | Castelo de Alvor ou ruínas do Forte de Alvor                               | Arquitectura militar   | Castelo              | Alvor              | IIP  | 1984 | 37.129267° N 8.593636° O     |              |
| 72958 | Morabito anexo à Igreja Matriz de Alvor                                    | Arquitectura religiosa | Capela               | Alvor              | IIP  | 1978 | 37.131524° N 8.594658° O     |              |
| 72959 | Igreja Matriz de Alvor ou Igreja do Divino Salvador de Alvor               | Arquitectura religiosa | Igreja               | Alvor              | IIP  | 1948 | 37.131467° N 8.594762° O     | Mais imagens |
| 72960 | Morabito de São Pedro                                                      | Arquitectura religiosa | Capela               | Alvor              | IIP  | 1978 | 37.131524° N 8.594658° O     |              |
| 72961 | Morabito de São João                                                       | Arquitectura religiosa | Capela               | Alvor              | IIP  | 1978 | 37.131524° N 8.594658° O     |              |
| 69702 | Estação romana da Quinta da Abicada                                        | Arqueologia            | Villa                | Mexilhoeira Grande | MN   | 1946 | 37.151261° N 8.596938° O     | Mais imagens |
| 70254 | Monumentos de Alcalar ou Conjunto pré-histórico de Alcalar                 | Arqueologia            | Monumento megalítico | Mexilhoeira Grande | MN   | 1910 | 37.199181° N 8.588075° O     |              |
| 72484 | Capela da Senhora dos Passos ou Capela de Nosso Senhor dos Passos e anexos | Arquitectura religiosa | Capela               | Mexilhoeira Grande | VC   |      |                              | Mais imagens |
| 71028 | Capela de São José                                                         | Arquitectura religiosa | Capela               | Portimão           | IIM  | 1977 | 37.13615296° N 8.53597514° O |              |
| 71029 | Colégio dos Jesuítas e Igreja da Misericórdia                              | Arquitectura religiosa | Colégio              | Portimão           | IIM  | 1974 | 37.1343432° N 8.53821634° O  |              |
| 72483 | Edifício onde nasceu Manuel Teixeira Gomes                                 | Arquitectura civil     | Edifício             | Portimão           | IIM  | 1997 | 37.1371543° N 8.54088745° O  |              |
| 72486 | Quinta do Morais (Quinta manuelina)                                        | Arquitectura civil     | Quinta               | Portimão           | VC   |      |                              |              |
| 74638 | Forte de Santa Catarina                                                    | Arquitectura militar   | Forte                | Portimão           | IIP  | 1977 | 37.116435° N 8.529608° O     |              |
| 74639 | Igreja Matriz de Portimão ou Igreja de Nossa Senhora da Conceição          | Arquitectura religiosa | Igreja               | Portimão           | IIP  | 1977 | 37.139531° N 8.536089° O     |              |
| 74640 | Muralhas de Portimão                                                       | Arquitectura militar   | Muralha              | Portimão           | IIP  | 1993 | 37.140929° N 8.536747° O     |              |
| 74641 | Convento de São Francisco ou Convento de Nossa Senhora da Esperança        | Arquitectura religiosa | Convento             | Portimão           | IIP  | 1993 | 37.122023° N 8.535364° O     |              |

 Legenda: PM - Património Mundial · MN - Monumento Nacional · IIP - Imóvel de Interesse Público · MIP - Monumento de Interesse Público · CIP - Conjunto de Interesse Público · SIP - Sítio de Interesse Público · IIM - Imóvel de Interesse Municipal · MIM - Monumento de Interesse Municipal · CIM - Conjunto de Interesse Municipal · SIM - Sítio de Interesse Municipal · VC - Em vias de classificação · SPL - Sem proteção legal

## São Brás de Alportel
| ID       | Designações                          | Categoria          | Tipologia | Freguesia            | Grau | Ano | Coordenadas | Imagem |
| -------- | ------------------------------------ | ------------------ | --------- | -------------------- | ---- | --- | ----------- | ------ |
| 339882   | Conjunto de Arquitectura tradicional | Arquitectura civil | Conjunto  | São Brás de Alportel | SPL  |     |             |        |
| 330626   | Pousada de São Brás de Alportel      | Arquitectura civil |           | São Brás de Alportel | SPL  |     |             |        |
| 14329444 | Calçadinha de São Brás de Alportel   | Arquitectura civil |           | São Brás de Alportel | SIP  |     |             |        |

 Legenda: PM - Património Mundial · MN - Monumento Nacional · IIP - Imóvel de Interesse Público · MIP - Monumento de Interesse Público · CIP - Conjunto de Interesse Público · SIP - Sítio de Interesse Público · IIM - Imóvel de Interesse Municipal · MIM - Monumento de Interesse Municipal · CIM - Conjunto de Interesse Municipal · SIM - Sítio de Interesse Municipal · VC - Em vias de classificação · SPL - Sem proteção legal

## Silves
| ID       | Designações                                                              | Categoria              | Tipologia  | Freguesia                  | Grau | Ano  | Coordenadas                  | Imagem       |
| -------- | ------------------------------------------------------------------------ | ---------------------- | ---------- | -------------------------- | ---- | ---- | ---------------------------- | ------------ |
| 72463    | Solar dos Mascarenhas Marreiros Leite                                    | Arquitectura civil     | Solar      | Alcantarilha               | VC   |      |                              |              |
| 73960    | Igreja Paroquial de Alcantarilha ou Igreja de Nossa Senhora da Conceição | Arquitectura religiosa | Igreja     | Alcantarilha               | IIP  | 1970 | 37.130313° N 8.346177° O     |              |
| 74120    | Castelo de Alcantarilha                                                  | Arquitectura militar   | Castelo    | Alcantarilha               | IIP  | 1977 | 37.130022° N 8.345122° O     |              |
| 73025    | Ermida de Nossa Senhora do Pilar                                         | Arquitectura religiosa | Ermida     | Algoz                      | IIP  | 1993 | 37.157474° N 8.300577° O     |              |
| 72822    | Fortaleza de Armação de Pêra                                             | Arquitectura militar   | Fortaleza  | Armação de Pêra            | IIP  | 1978 | 37.100713° N 8.359032° O     |              |
| 70924    | Igreja de São Francisco de Pêra                                          | Arquitectura religiosa | Igreja     | Pêra                       | IIM  | 1990 |                              |              |
| 74741    | Igreja de São Bartolomeu de Messines                                     | Arquitectura religiosa | Igreja     | São Bartolomeu de Messines | IIP  | 1955 | 37.257017° N 8.286318° O     | Mais imagens |
| 14778576 | Anta da Pedreirinha                                                      | n/a                    | n/a        | São Bartolomeu de Messines | IIM  |      | 37.25559532° N 8.2882743° O  |              |
| 14778670 | Penedo de Vale Fuzeiros                                                  | n/a                    | n/a        | São Bartolomeu de Messines | IIM  |      | 37.25559532° N 8.2882743° O  |              |
| 70970    | Casa com chaminé algarvia do séc. XVII                                   | Arquitectura civil     | Casa       | São Marcos da Serra        | IIM  | 1993 | 37.3618379° N 8.38140676° O  |              |
| 69722    | Poço-cisterna árabe de Silves                                            | Arqueologia            | Cisterna   | Silves (Portugal)          | MN   | 1990 | 37.188806° N 8.439545° O     |              |
| 69743    | Ponte de Silves                                                          | Arquitectura civil     | Ponte      | Silves (Portugal)          | VC   |      |                              |              |
| 69825    | Sé Catedral de Silves                                                    | Arquitectura religiosa | Catedral   | Silves (Portugal)          | MN   | 1922 | 37.190058° N 8.438619° O     | Mais imagens |
| 69826    | Cruz de Portugal                                                         | Arquitectura religiosa | Cruzeiro   | Silves (Portugal)          | MN   | 1910 | 37.194443° N 8.432553° O     |              |
| 70541    | Castelo de Silves                                                        | Arquitectura militar   | Castelo    | Silves (Portugal)          | MN   | 1910 | 37.190528° N 8.438214° O     | Mais imagens |
| 70923    | Teatro Mascarenhas Gregório                                              | Arquitectura civil     | Teatro     | Silves (Portugal)          | IIM  | 1984 |                              |              |
| 71474    | Ermida de São Pedro                                                      | Arquitectura religiosa | Ermida     | Silves (Portugal)          | IIM  | 1993 | 37.17966949° N 8.44837186° O |              |
| 71475    | Palacete do Visconde da Lagoa ou Palacete D. Aurora Grade                | Arquitectura civil     | Palacete   | Silves (Portugal)          | IIM  | 1993 | 37.18781659° N 8.44091655° O |              |
| 72809    | Almedina de Silves                                                       | Arquitectura militar   | Fortaleza  | Silves (Portugal)          | IIP  | 1980 | 37.189° N 8.440858° O        | Mais imagens |
| 74038    | Menir dos Gregórios ou Pedra dos Cucos                                   | Arqueologia            | Menir      | Silves (Portugal)          | IIP  | 1986 | 37.232817° N 8.345119° O     |              |
| 74927    | Igreja da Misericórdia de Silves                                         | Arquitectura religiosa | Igreja     | Silves (Portugal)          | IIP  | 1961 | 37.190057° N 8.439095° O     | Mais imagens |
| 74928    | Pelourinho de Silves                                                     | Arquitectura civil     | Pelourinho | Silves (Portugal)          | IIP  | 1933 | 37.188717° N 8.43957° O      | Mais imagens |
| 74929    | Ermida de Nossa Senhora dos Mártires                                     | Arquitectura religiosa | Ermida     | Silves (Portugal)          | IIP  | 1961 | 37.189484° N 8.443971° O     |              |
| 74931    | Estação arqueológica de Vila Fria                                        | Arqueologia            | Estação    | Silves (Portugal)          | IIP  | 1997 | 37.188082° N 8.436842° O     |              |
| 12506410 | Casa n.º 18 do Largo D. Jerónimo Osório                                  | n/a                    | n/a        | Silves (Portugal)          | IIM  |      | 37.18680866° N 8.44043944° O |              |
| 14778113 | Casa da Lavoura dos Viscondes de Lagoa e de Silves                       | n/a                    | n/a        | Silves (Portugal)          | IIM  |      | 37.18680866° N 8.44043944° O |              |
| 14778252 | Antigo Colégio (Externato Silvense)                                      | n/a                    | n/a        | Silves (Portugal)          | IIM  |      | 37.18680866° N 8.44043944° O |              |
| 14778498 | Casa da Família Vasconcelos                                              | n/a                    | n/a        | Silves (Portugal)          | IIM  |      | 37.18680866° N 8.44043944° O |              |
| 14778708 | Necrópole Rupestre Visigótica do Falacho                                 | n/a                    | n/a        | Silves (Portugal)          | IIM  |      | 37.18680866° N 8.44043944° O |              |

 Legenda: PM - Património Mundial · MN - Monumento Nacional · IIP - Imóvel de Interesse Público · MIP - Monumento de Interesse Público · CIP - Conjunto de Interesse Público · SIP - Sítio de Interesse Público · IIM - Imóvel de Interesse Municipal · MIM - Monumento de Interesse Municipal · CIM - Conjunto de Interesse Municipal · SIM - Sítio de Interesse Municipal · VC - Em vias de classificação · SPL - Sem proteção legal

## Tavira
| ID      | Designações                                                                                | Categoria              | Tipologia          | Freguesia     | Grau | Ano  | Coordenadas                  | Imagem       |
| ------- | ------------------------------------------------------------------------------------------ | ---------------------- | ------------------ | ------------- | ---- | ---- | ---------------------------- | ------------ |
| 6760304 | Arqueosítio do Cerro do Cavaco                                                             | Arqueologia            | Vestígios Diversos | Cachopo       | VC   |      |                              |              |
| 72859   | Forte da Conceição ou Forte de São João Baptista ou Forte de São João da Barra             | Arquitectura militar   | Forte              | Conceição     | IIP  | 1983 | 37.138934° N 7.592369° O     |              |
| 70935   | Conjunto da Igreja e Rossio da Luz de Tavira                                               | Arquitectura mista     | Conjunto           | Luz de Tavira | VC   |      | 37.09166° N 7.70432° O       |              |
| 72497   | Estação arqueológica romana da Luz de Tavira ou Cidade romana de Balsa                     | Arqueologia            | Cidade             | Luz de Tavira | IIP  | 1992 | 37.091443° N 7.704845° O     |              |
| 70940   | Capela de Nossa Senhora da Piedade                                                         | Arquitectura religiosa | Capela             | Santa Maria   | IIM  |      | 37.1265538° N 7.6510346° O   |              |
| 71004   | Casa André Pilarte (na Rua Nova da Avenida, nº13)                                          | Arquitectura civil     | Casa               | Santa Maria   | IIM  | 1993 | 37.12534445° N 7.64940567° O |              |
| 71119   | Igreja de Santa Maria do Castelo, igreja paroquial                                         | Arquitectura religiosa | Igreja             | Santa Maria   | MN   | 1910 | 37.125292° N 7.651891° O     | Mais imagens |
| 71508   | Igreja de Santa Ana e todo o seu recheio                                                   | Arquitectura religiosa | Igreja             | Santa Maria   | IIM  | 1977 | 37.12873129° N 7.6513535° O  |              |
| 72493   | Arraial Ferreira Neto                                                                      | Arquitectura civil     | Arraial            | Santa Maria   | IIP  | 2002 | 37.118898° N 7.626704° O     | Mais imagens |
| 72505   | Igreja do Carmo e Convento do Carmo                                                        | Arquitectura religiosa | Igreja             | Santa Maria   | IIM  | 1996 | 37.129424° N 7.646192° O     |              |
| 72508   | Palácio da Galeria                                                                         | Arquitectura civil     | Palácio            | Santa Maria   | VC   |      | 38.38505° N 7.34673333° O    |              |
| 72509   | Igreja de Nossa Senhora das Ondas ou Igreja de São Pedro Gonçalves Telmo                   | Arquitectura religiosa | Igreja             | Santa Maria   | VC   |      | 37.12512° N 7.6487° O        |              |
| 72816   | Convento de Nossa Senhora da Graça ou Convento das Eremitas de Santo Agostinho             | Arquitectura religiosa | Convento           | Santa Maria   | IIP  | 1992 | 37.1252° N 7.653067° O       | Mais imagens |
| 74670   | Igreja da Misericórdia de Tavira ou Igreja Matriz de Tavira                                | Arquitectura religiosa | Igreja             | Santa Maria   | IIP  | 1943 | 37.125877° N 7.650767° O     | Mais imagens |
| 75045   | Forte do Rato                                                                              | Arquitectura militar   | Forte              | Santa Maria   | IIP  | 1983 | 37.12146° N 7.621436° O      |              |
| 75046   | Ponte antiga sobre o Rio Gilão                                                             | Arquitectura civil     | Ponte              | Santa Maria   | IIP  | 1986 | 37.12688° N 7.64986° O       | Mais imagens |
| 334668  | Edifício Arte Nova                                                                         | Arquitectura civil     | Edifício           | Santa Maria   | VC   |      |                              |              |
| 70656   | Castelo de Tavira (muralhas)                                                               | Arquitectura militar   | Castelo            | Santiago      | MN   | 1939 | 37.126331° N 7.652317° O     | Mais imagens |
| 70899   | Capela de São Sebastião                                                                    | Arquitectura religiosa | Capela             | Santiago      | IIM  | 1977 | 37.12237044° N 7.64706156° O |              |
| 70934   | Igreja de São José do Hospital ou Igreja do Espírito Santo                                 | Arquitectura religiosa | Igreja             | Santiago      | MIP  |      | 37.12347° N 7.65064° O       |              |
| 71060   | Ermida de Nossa Senhora das Angústias ou Ermida do Senhor do Calvário                      | Arquitectura religiosa | Ermida             | Santiago      | IIM  | 1977 | 37.11864936° N 7.66053119° O |              |
| 72476   | Capela de Nossa Senhora da Consolação                                                      | Arquitectura religiosa | Capela             | Santiago      | VC   |      | 37.12461° N 7.65085° O       |              |
| 72495   | Quartel da Atalaia                                                                         | Arquitectura militar   | Quartel            | Santiago      | VC   |      | 37.12244° N 7.64988° O       |              |
| 334663  | Ermida de São Roque (Tavira)                                                               | Arquitectura religiosa | Ermida             | Santiago      | VC   |      | 37.12535° N 7.65431° O       |              |
| 335580  | Mosteiro das Bernardas ou Convento de São Bernardo ou Convento de Nossa Senhora da Piedade | Arquitectura religiosa | Convento           | Santiago      | VC   |      | 37.1217° N 7.64584° O        |              |
| 335619  | Casas da Família Zacarias Guerreiro (arquiteto: Raul Lino)                                 | Arquitectura civil     | Casa               | Santiago      | IIM  |      | 38.64965° N 7.54335° O       |              |
| 6760287 | Edifícios na Rua Dr. Miguel Bombarda, nºs 47, 49 e 51                                      | Arquitectura civil     | Edifício           | Santiago      | VC   |      | 37.1230329° N 7.6527299° O   |              |

 Legenda: PM - Património Mundial · MN - Monumento Nacional · IIP - Imóvel de Interesse Público · MIP - Monumento de Interesse Público · CIP - Conjunto de Interesse Público · SIP - Sítio de Interesse Público · IIM - Imóvel de Interesse Municipal · MIM - Monumento de Interesse Municipal · CIM - Conjunto de Interesse Municipal · SIM - Sítio de Interesse Municipal · VC - Em vias de classificação · SPL - Sem proteção legal

## Vila do Bispo
| ID       | Designações | Categoria              | Tipologia | Freguesia     | Grau | Ano  | Coordenadas              | Imagem       |
| -------- | --- | ---------------------- | --------- | ------------- | ---- | ---- | ------------------------ | ------------ |
| 72857    | Forte de Burgau | Arquitectura militar   | Forte     | Budens        | IIP  | 1977 | 37.072026° N 8.772733° O |              |
| 72858    | Forte da Boca do Rio ou Forte de São Luís de Almádena                                                               | Arquitectura militar   | Forte     | Budens        | IIP  | 1974 | 37.066572° N 8.804479° O | Mais imagens |
| 73198    | Ruínas lusitano-romanas da Boca do Rio                                                                              | Arqueologia            | Villa     | Budens        | IIP  | 1977 | 37.066527° N 8.809684° O |              |
| 69680    | Menir de Aspradantes                                                                                                | Arqueologia            | Menir     | Raposeira     | IIP  | 1992 | 37.06545° N 8.875763° O  |              |
| 70690    | Ermida de Nossa Senhora de Guadalupe                                                                                | Arquitectura religiosa | Ermida    | Raposeira     | MN   | 1924 | 37.083673° N 8.864804° O |              |
| 70927    | Igreja da Raposeira                                                                                                 | Arquitectura religiosa | Igreja    | Raposeira     | VC   |      |                          |              |
| 72499    | Casa do Infante | Arquitectura civil     | Casa      | Raposeira     | VC   |      |                          |              |
| 73801    | Conjunto de menires de Milrei e do Padrão                                                                           | Arqueologia            | Menir     | Raposeira     | IIP  |      |                          |              |
| 70550    | Fortaleza de Sagres (Torre e muralhas)                                                                              | Arquitectura militar   | Fortaleza | Sagres        | MN   | 1910 | 37.000914° N 8.948138° O | Mais imagens |
| 73329    | Fortaleza de São Vicente ou Antigo Convento do Corvo                                                                | Arquitectura militar   | Fortaleza | Sagres        | IIP  | 1961 | 37.023036° N 8.996496° O | Mais imagens |
| 73829    | Fortaleza de Belixe ou Fortaleza de Santo António do Belixe                                                         | Arquitectura militar   | Fortaleza | Sagres        | IIP  | 1957 | 37.027208° N 8.982322° O | Mais imagens |
| 339884   | Forte de Nossa Senhora da Guia ou Forte da Baleeira                                                                 | Arquitectura militar   | Forte     | Sagres        | VC   |      |                          |              |
| 97017303 | Pousada de São Vicente / Pousada do Infante / Pousada de Sagres                                                     | Monumento              |           | Sagres        | n/c  |      | 37.006367° N 8.933567° O |              |
| 73800    | Conjunto de menires de Vila do Bispo (Pedra Escorregadia, Casa do Francês, Amantes I, Amantes II, Cerro do Camacho) | Arqueologia            | Menir     | Vila do Bispo | IIP  |      | 37.081005° N 8.911554° O |              |
| 75043    | Igreja Matriz de Vila do Bispo ou Igreja de Nossa Senhora da Conceição                                              | Arquitectura religiosa | Igreja    | Vila do Bispo | IIP  | 1958 | 37.082554° N 8.908941° O | Mais imagens |

 Legenda: PM - Património Mundial · MN - Monumento Nacional · IIP - Imóvel de Interesse Público · MIP - Monumento de Interesse Público · CIP - Conjunto de Interesse Público · SIP - Sítio de Interesse Público · IIM - Imóvel de Interesse Municipal · MIM - Monumento de Interesse Municipal · CIM - Conjunto de Interesse Municipal · SIM - Sítio de Interesse Municipal · VC - Em vias de classificação · SPL - Sem proteção legal

## Vila Real de Santo António
| ID    | Designações                                                                      | Categoria          | Tipologia        | Freguesia                  | Grau | Ano  | Coordenadas              | Imagem       |
| ----- | -------------------------------------------------------------------------------- | ------------------ | ---------------- | -------------------------- | ---- | ---- | ------------------------ | ------------ |
| 70411 | Monumentos da Quinta da Nora e Herdade da Marcela                                | Arqueologia        | Tolo             | Vila Nova de Cacela        | MN   | 1910 | 37.157254° N 7.546737° O |              |
| 72984 | Cacela Velha ou Núcleo histórico de Cacela Velha (incluindo o Castelo de Cacela) | Arquitectura mista | Centro histórico | Vila Nova de Cacela        | IIP  | 1996 | 37.157296° N 7.545974° O | Mais imagens |
| 74072 | Forno romano da Quinta do Muro                                                   | Arqueologia        | Forno            | Vila Nova de Cacela        | VC   |      |                          |              |
| 72810 | Construções pombalinas de Vila Real de Santo António                             | Arquitectura mista | Centro histórico | Vila Real de Santo António | VC   |      |                          |              |

 Legenda: PM - Património Mundial · MN - Monumento Nacional · IIP - Imóvel de Interesse Público · MIP - Monumento de Interesse Público · CIP - Conjunto de Interesse Público · SIP - Sítio de Interesse Público · IIM - Imóvel de Interesse Municipal · MIM - Monumento de Interesse Municipal · CIM - Conjunto de Interesse Municipal · SIM - Sítio de Interesse Municipal · VC - Em vias de classificação · SPL - Sem proteção legal